# Croix du Point du Jour
La croix du Point du Jour, est située au lieu-dit "Le Point du Jour", sur la commune de Saint-Allouestre dans le Morbihan.

## Historique
La croix du Point du Jour fait l’objet d’une inscription au titre des monuments historiques depuis le 20 mars 1934.